# Allotropa jacobsoni
Allotropa jacobsoni är en stekelart som beskrevs av Dmitriy Alekseevich Ogloblin 1926. Allotropa jacobsoni ingår i släktet Allotropa och familjen gallmyggesteklar. Inga underarter finns listade i Catalogue of Life.